# Chemins de fer de l'Union dans la guerre de Sécession
La Guerre de Sécession, première guerre totale de l'ère industrielle, met en lumière dès ses premiers jours le rôle déterminant que l'économie de guerre et la technologie moderne seront appelées à jouer dans les conflits à venir - et plus particulièrement le chemin de fer dans les domaines de la logistique et du transport de troupes. Le réseau particulièrement bien développé du Nord se révèle rapidement d'un précieux secours pour le soutien logistique des opérations lointaines de l'armée de l'Union, tandis que les lacunes du réseau confédéré - dues principalement au faible niveau de développement industriel des États sécessionnistes - contribuent pour une bonne part à la défaite du Sud. Les deux camps comprennent rapidement l'importance de ce nouvel outil dans la guerre moderne et consacrent d'importants moyens en hommes et en matériels à la destruction des réseaux ennemis et à la protection, la maintenance et le développement de leurs propres lignes ferroviaires. Le champ de bataille se déployant presque exclusivement sur le territoire de la Confédération, de nombreux combats ont ainsi les lignes, des dépôts ou des nœuds ferroviaires du Sud pour enjeux et objectifs, les réseaux ferroviaires du Nord, épargnés par les combats, jouant pleinement leur rôle en coulisses dans le soutien logistique des opérations en territoire ennemi des armées de l'Union . 

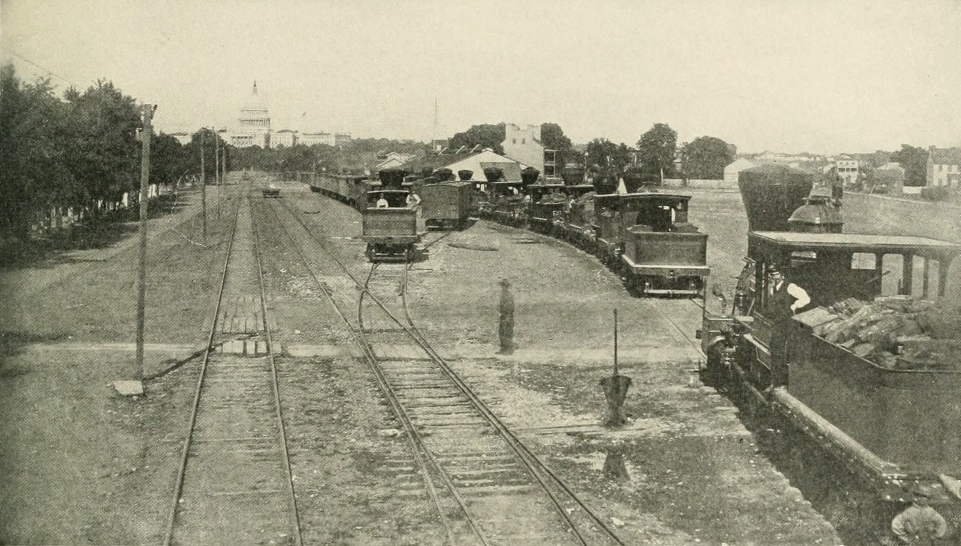
Un dépôt ferroviaire à Washington en 1864.

## Les réseaux ferroviaires à la veille de la Guerre de Sécession
« Pour ce qui est de briser l'Union par la force des armes, la tentative vint une décennie trop tard. Il n'est pas impossible que ceci eût réussi en 1850 quand plus de 40 % des citoyens de la Nation formaient véritablement un Sud fort et que les autres 60 % étaient dispersés depuis Skowhegan dans le Maine jusqu'aux berges du Mississippi sans moyens de transport entre eux. En 1860, le fossé dans le Nord avait été ponté de fer. »

— Slason Thompson, Short History of American Railways

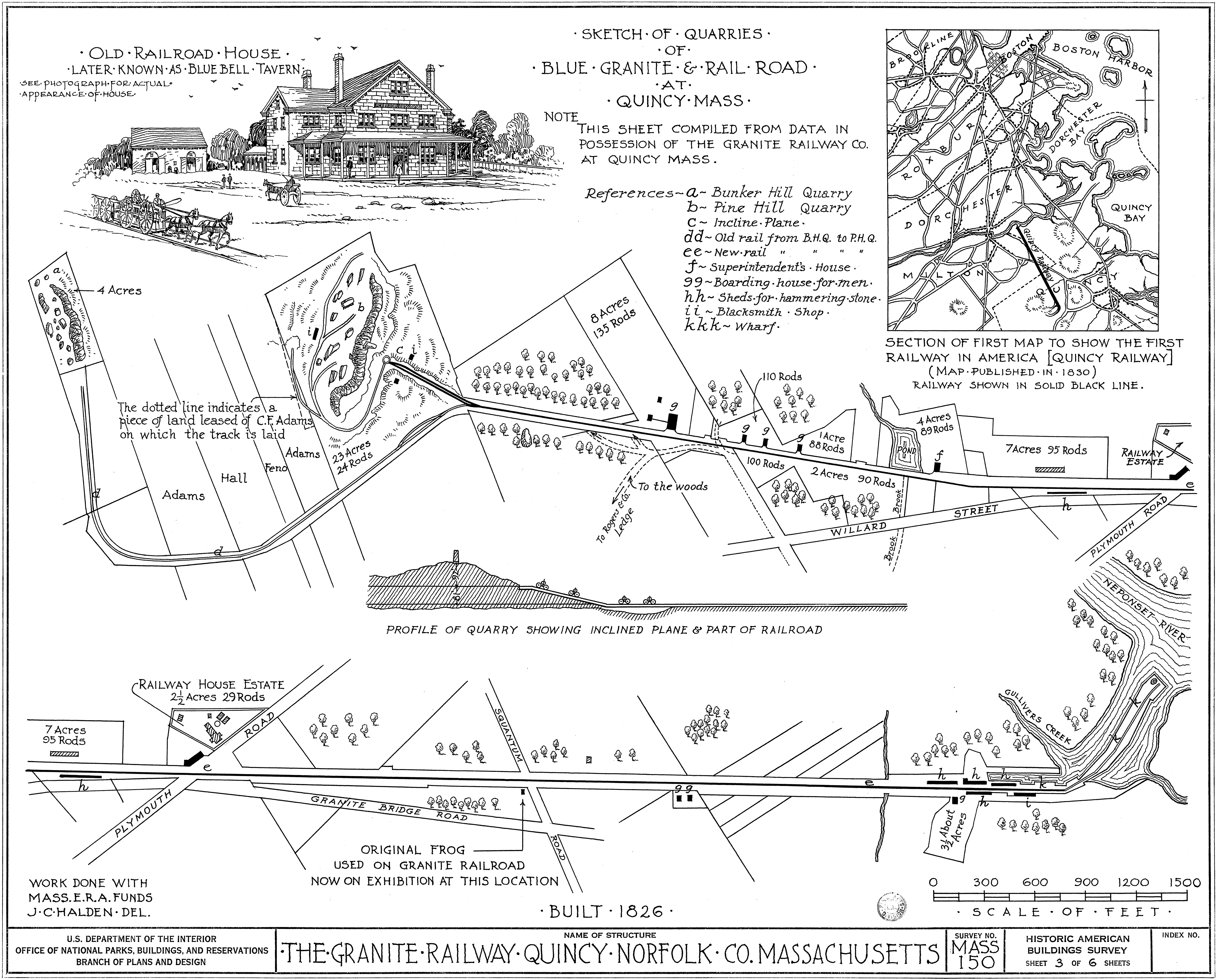
Le Granite Railway, l'un des nombreux réseaux miniers du Nord à la veille de la Guerre de Sécession. Les chemins de fer desservant les centres industriels et miniers étaient à l'époque bien plus développés au Nord qu'au Sud, où le train servait essentiellement au convoyage du coton vers les ports exportateurs.

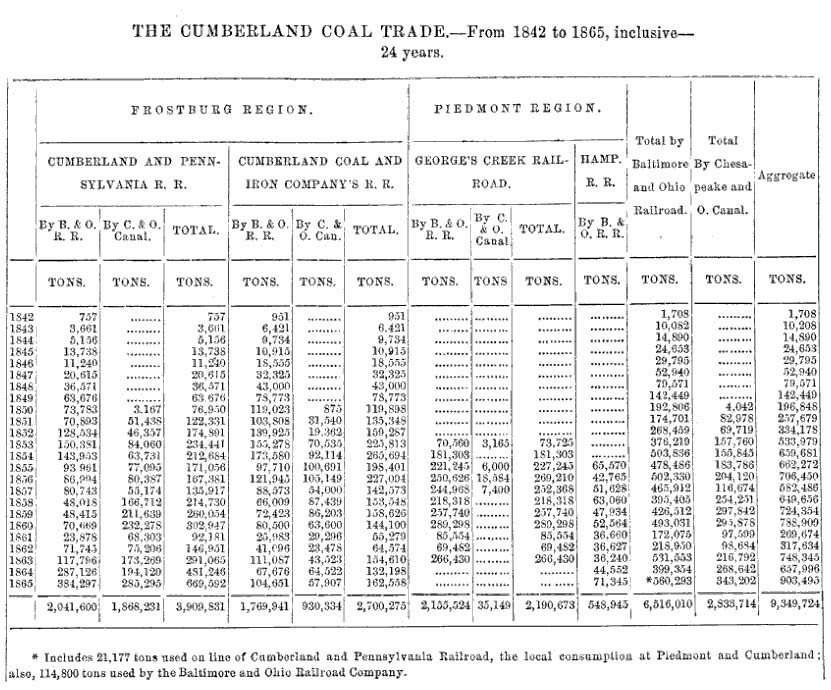
Statistiques partielles des mouvements ferroviaires de charbon des années 1840 à 1865 pour le Nord établies en 1866.

Dans les années 1850, les États de la Nouvelle-Angleterre et du sud des Grands Lacs connurent un très important développement des réseaux ferroviaires auquel concoururent deux grands facteurs : la révolution industrielle américaine et les débuts de la Conquête de l'Ouest - en l'occurrence la colonisation des États céréaliers de l'actuel Midwest. Ces deux évènements historiques économiques déterminants trouvèrent l'une de leurs origines majeures dans l'importante immigration européenne arrivée dans le Nouveau Monde à la suite des révolutions manquées de 1848. Or ces nouveaux migrants - imprégnés d'idéaux démocratiques voire d'idées de gauche -  montrèrent peu de sympathie pour l'esclavagisme sudiste et les grands propriétaires fonciers qui en étaient les principaux supporters politiques dans l'Union. Tandis que les artisans, les ouvriers et les petits commerçants s'installaient principalement dans les États qui constitueront la future union abolitionniste, les paysans s'établissaient fermiers cultivateurs de blé dans l'ouest de celle-ci et devenaient les partenaires économiques privilégiés de l'Union pour l'écoulement de leurs productions céréalières, les ports de la côte est étant, via les chemins de fer, les débouchés naturels de leurs exportations vers l'Europe .
Les grands fleuves de l'est des États-Unis restant d'importants axes de communication, la région des Grands Lacs fut densément couverte de liaisons avec le Mississippi et le Missouri, la construction de ces voies s'inscrivant par ailleurs dans le projet de connexion trans-américaine vers le Pacifique. Sur les quelque 30 000 miles de voies ferrées construites en 1860, 22 000 l'avaient été pendant les années 1850 dont 15 000 dans cette région, principalement dans les États de l'Indiana, de l'Illinois et de l'Ohio. Toutefois, si de nombreuses lignes avaient été tirés transversalement, notamment en direction des ports de l'Atlantique, peu de voies avaient été construites dans l'axe nord-sud, l'essentiel des communications se faisant encore par voies fluviales. Mais dès cette époque, le transport ferroviaire avait supplanté le convoyage par canaux dans le nord. Les grands centres urbains et industriels - qui constitueront aussi pendant la guerre les principaux centres de recrutement, les arsenaux et dépôts de l'Union - étaient tous reliés par le train à la veille de la guerre, différentes solutions techniques ayant été ingénieusement mises au point pour faire face au problème des écartements différents utilisés par les diverses compagnies privées.

## La ligne stratégiqueBaltimore & Ohio
Les chemins de fer - et la sécurisation de la capitale fédérale Washington - furent l'un des enjeux des toutes premières opérations de l'armée unioniste. Dès les premières semaines du conflit, celle-ci se porta en Virginie-Occidentale dans le but de se rendre maître de la ligne virginienne Baltimore & Ohio, qui commandait les communications entre Washington et l'ouest d'une part et le port de Baltimore dans la baie de Cheasapeake donnant sur l'Océan Atlantique de l'autre - ce port devant constituer le point d'évacuation du Président Lincoln et du gouvernement vers le nord en cas de nécessité.  Le colonel Kelley s'empara de Wheeling en mai, tandis que les troupes fédérales du général Butler occupaient Baltimore, ville plutôt acquise à la cause sécessionniste. Cette ligne stratégique - une des rares lignes trans-appalachiennes franchissant d'est en ouest ce massif montagneux séparant le front oriental de celui du Mississippi - fut placée sous la tutelle de l'United States Military Railroad qui en assura le fonctionnement et la réparation tout au long du conflit.